# Humble (Denemarken)
Humble is een plaats in de Deense regio Zuid-Denemarken, gemeente Langeland, en telt 639 inwoners (2020).

## Station

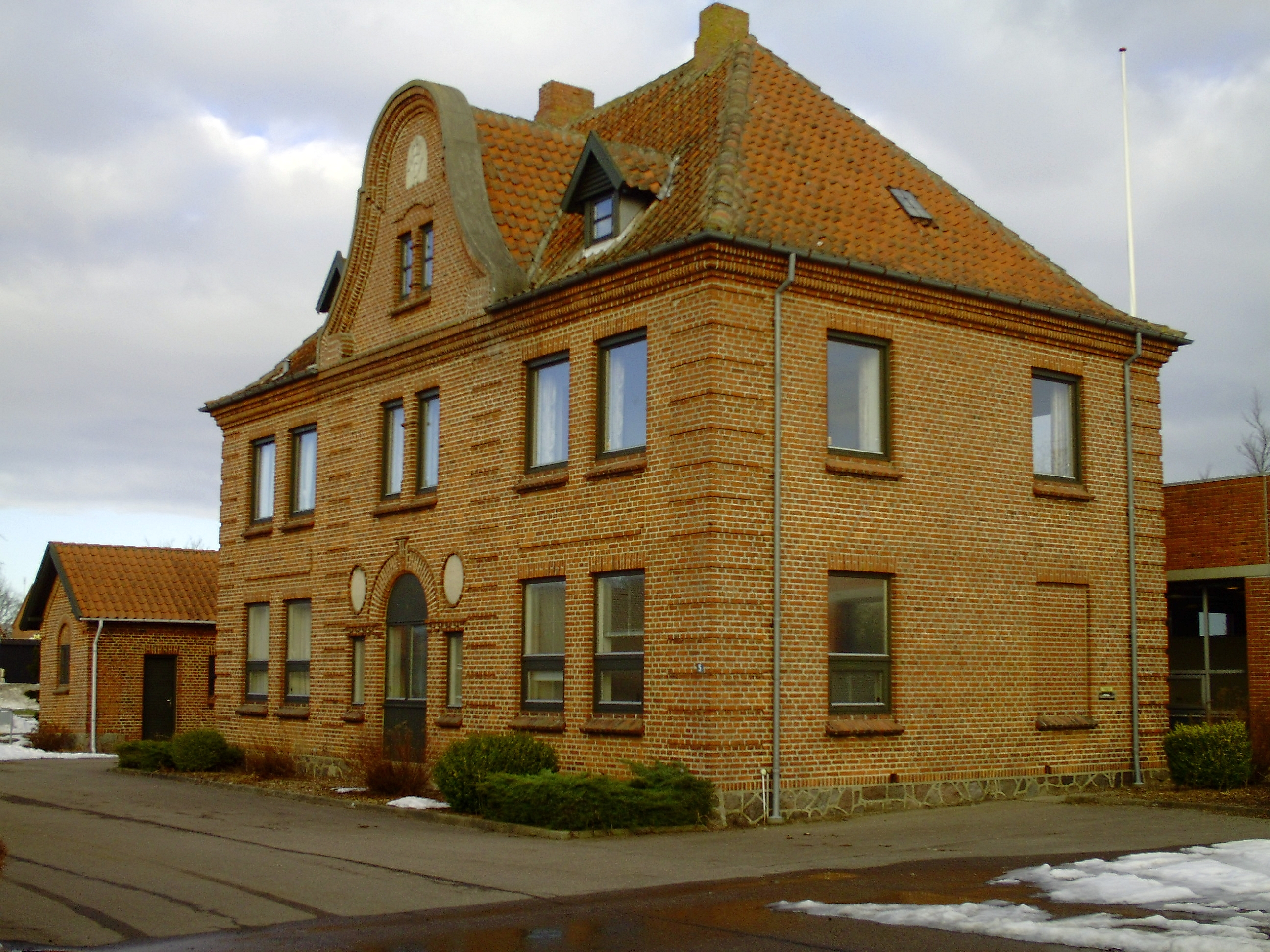
Voormalig station

Humble ligt aan de voormalige spoorlijn Rudkøbing - Bagenkop / Spodsbjerg. Deze lijn werd geopend in 1911 als verbinding tussen Funen en Lolland via Langeland. Zowel in Rudkøbing als in Spodsbjerg gaf de lijn aansluiting op een veerboot. Na het beëindigen van de dienst in 1966 is de spoorlijn opgebroken. De meeste stations, ook die in Humble, zijn echter bewaard gebleven. 